# Amour, délice et extase
 (février 2017).
Si vous disposez d'ouvrages ou d'articles de référence ou si vous connaissez des sites web de qualité traitant du thème abordé ici, merci de compléter l'article en donnant les références utiles à sa vérifiabilité et en les liant à la section « Notes et références ».
Albums de Arthur H
L'Homme du monde
(2008) Mystic Rumba
(2010)
Amour, délice et extase est une compilation du chanteur et musicien Arthur H, sortie en 2009.

## Présentation
Cet album comprend de nouvelles versions de la plupart des titres (entre autres les duos La Chanson de Satie avec Feist et Est-ce que tu aimes ? avec M). Les titres ont été choisis parmi ses quatre derniers albums studio, dont L'Homme du monde, à peine sorti.

## Liste des titres
| 1.    | La chanson de Satie                              | 3:49 |
| 2.    | Le jardin des délices (version album)            | 4:10 |
| 3.    | Inséparables mais (version album)                | 3:33 |
| 4.    | The goddess of love & the bizness men            | 3:31 |
| 5.    | Dancing with Madonna                             | 4:09 |
| 6.    | Est-ce que tu aimes ?                            | 3:29 |
| 7.    | Marilyn Kaddish (version album)                  | 4:01 |
| 8.    | Cosmonaute père & fils                           | 6:17 |
| 9.    | The hypno-techno-gypsie-queen                    | 6:44 |
| 10.   | Mystic rhumba (version album)                    | 6:21 |
| 11.   | Www.com (version album)                          | 3:44 |
| 12.   | Indiana lullaby (version album)                  | 4:37 |
| 13.   | Lily Dale (extrait de "Hiers bleus" de J.A. Nau) | 4:37 |
| 14.   | Le danseur                                       | 3:56 |
| 63:05 |                                                  |      |